# Mezzanotte (film 1915)
Mezzanotte è un film muto italiano del 1915 diretto da Augusto Genina.